# Mr. Big (gruppo musicale)
I Mr. Big sono un supergruppo hard rock statunitense formatosi a Los Angeles, California, nel 1988. La band è nota principalmente per l'abilità tecnica dei propri musicisti. Le loro canzoni sono inoltre caratterizzate da forti armonie vocali. Hanno pubblicato singoli di successo come To Be with You (numero uno in classifica) e Just Take My Heart.
Il gruppo è rimasto attivo e popolare per oltre due decenni, nonostante sia stato vittima di alcuni conflitti interni e delle mutevoli tendenze musicali. Si sono inizialmente sciolti nel 2002, ma dopo le innumerevoli richieste dei fan, si sono riuniti nel 2009. Il nome Mr. Big è preso dal titolo di un brano dei Free, che è stato poi reinterpretato dal gruppo stesso all'interno dell'album Bump Ahead nel 1993.

## Storia

### Primi anni
La formazione vede il cantante della Bay Area Eric Martin ed il bassista Billy Sheehan. Martin aveva in precedenza ottenuto una moderata popolarità con il suo progetto solista e con la Eric Martin Band, non riuscendo però a raggiungere un buon successo commerciale, nonostante fosse gestito dallo stesso manager dei Journey. Il nativo di Buffalo, Sheehan (spesso chiamato l'Eddie van Halen del basso), aveva invece esordito con i Talas già a metà anni settanta, prima di suonare negli UFO e nella band solista dell'ex frontman dei Van Halen, David Lee Roth. A seguito della sua dipartita da quest'ultimo gruppo, Sheehan entra in contatto con l'ex chitarrista di Billy Idol, Steve Stevens, con cui progetta di fondare un nuovo gruppo heavy metal, ma infine i rapporti tra i due sfumarono. Sheehan decide quindi di appoggiarsi a Eric Martin tramite il titolare della Shrapnel Records, Mike Varney, grazie al quale contattano anche il chitarrista dei Racer X, Paul Gilbert, su suggerimento del produttore dei Van Halen, Ted Templeman. Gilbert era sul punto di lasciare i Racer X ed aveva pensato di contattare proprio Eric Martin per un'eventuale collaborazione. Dopo aver lavorato con un batterista temporaneo per un breve periodo, Sheehan contatta Pat Torpey, che aveva avuto diverse importanti esperienze in studio con Robert Plant dei Led Zeppelin e gli Impellitteri.
A questo punto il quartetto comincia a lavorare e a comporre circa trenta brani, e presto ottiene un contratto con la major Atlantic Records. Dieci di questi brani finiscono sull'album di debutto, Mr. Big che vede la luce nel 1989. La reinterpretazione degli Humble Pie 30 Days in the Hole viene inclusa come traccia bonus. Il disco viene prodotto da Kevin Elson (Lynyrd Skynyrd, Journey, Night Ranger, Europe tra gli altri), che aveva già prodotto nel 1983 il debutto della Eric Martin Band, Sucker for a Pretty Face.
Seguono alcuni tour al fianco dei Rush negli USA, ed altri in Asia. Per soddisfare le forti richieste in Giappone, viene realizzato un mini-album live di sei tracce intitolato Raw Like Sushi. Il disco contiene materiale live tratto dal tour con i Rush nel loro Presto Tour svoltosi durante il giugno 1990. Nell'agosto dello stesso anno, due canzoni inedite dei Mr. Big, Strike Like Lightning e Shadows, vengono incluse nella colonna sonora del film action Navy Seals - Pagati per morire.

### Il successo
Il gruppo inizia subito le registrazioni per un altro album in studio, che prenderà il titolo di Lean Into It pubblicato nel 1991. A seguito della pubblicazione, il gruppo intraprende un tour britannico in aprile e maggio supportati dai The Throbs e gli Heartland. Il gruppo ottiene un enorme successo grazie alla hit estratta, la ballad To Be with You che raggiunge la posizione n. 1 negli Stati Uniti ed il 3º posto nel Regno Unito. Il brano Green-Tinted Sixties Mind, scritto da Gilbert, viene riproposto come singolo dopo il grande successo di To Be With You, ma nonostante fosse considerata una delle tracce migliori del disco, fallisce nelle classifiche. Tuttavia si riconferma un successo l'ultimo singolo estratto Just Take My Heart.
Dopo un altro tour britannico, il quartetto realizza l'album live Mr. Big Live, registrato al Warfield Theatre di San Francisco, California nel 1992. L'anno successivo viene invece pubblicato il terzo album in studio, Bump Ahead. Come primo singolo viene scelta una cover del brano Wild World di Cat Stevens. Altre date nel ruolo di headliner li vedono nuovamente in tour nel Regno Unito nel dicembre 1993 con i Forgodsake come supporto. A seguito di queste date, il gruppo fa da supporto agli Aerosmith in occasione di tre date alla Wembley Arena di Londra.

### Il declino e i side project
Nel 1996 viene pubblicato il quarto album in studio, Hey Man, prodotto da Elson. La loro popolarità rimane forte in Giappone ed in altri nuovi mercati asiatici come la Thailandia e la Corea del Sud. Tuttavia il cambio di tendenze musicali provoca un declino al successo del gruppo. Le cosiddette "hair band" degli anni ottanta non ottengono più successo negli Stati Uniti e in Europa. Il gruppo è costretto ad annullare tutti i piani per gli eventuali tour e rivolgersi al mercato asiatico. Nel 1997 viene pubblicato un nuovo album dal vivo, Live at Budokan, disponibile solo per il mercato giapponese. Una volta prodotto Live at Budokan, i singoli membri del gruppo cominciano a dedicarsi ad altri progetti paralleli.
Sheehan viene coinvolto nei Niacin, un progetto jazz rock fondato nel 1996. In seguito partecipa anche al progetto Explorers Club, nel quale vengono coinvolti anche i membri dei Dream Theater John Petrucci, James LaBrie
e Derek Sherinian. Sheehan in questo caso appare come ospite nel loro disco Age of Impact con Mike Varney alla co-produzione. Il bassista inoltre partecipa ad un concerto in occasione di una temporanea reunion dei Talas a Buffalo. Gilbert esordisce con il suo progetto solista nel tardo 1997 con la pubblicazione del disco King of Clubs, con Pat Torpey alla batteria. Gilbert aveva precedentemente esordito come cantante in una traccia bonus inserita nella prima raccolta dei Mr. Big Big Bigger Biggest: Greatest Hits del 1996. Torpey contribuisce anche alle parti di batteria del disco Nothing is Sacred degli Stream, un progetto fondato dal chitarrista francese Peter Scheithauer, composto da David Glen Eisley alla voce (ex Giuffria), Bob Daisley al basso (ex Ozzy Osbourne), Eric Singer alla batteria (Kiss), Chuck Wright al basso (ex Quiet Riot, Giuffria, House of Lords) e il produttore Pat Regan alle tastiere. Il batterista registra anche un disco col gruppo Velocity intitolato Impact, che viene realizzato in Europa durante l'aprile del 1998. Torpey pianifica anche la realizzazione di un disco solista. Anche Martin esordisce come solista con il disco Somewhere in the Middle, pubblicato durante l'estate del 1998 e prodotto da Bill Wray. Gilbert annuncia ufficialmente la sua dipartita dai Mr. Big, e lavora ad un secondo album solista in studio, Flying Dog, un album live, Beehive Live, oltre a prendere parte alla reuonion dei Racer X nel 1997, e pubblicando il loro nuovo album Technical Difficulties nel 2000.
I Mr. Big sostituiscono Gilbert con Richie Kotzen, chitarrista che nei primi anni novanta sostituì C.C. DeVille nell'album Native Tongue dei Poison. Oltre a questa esperienza, Kotzen è molto acclamato anche per i suoi lavori solisti. Il risultato della nuova formazione, l'album Get Over It, realizzato in Giappone durante il 1999, risulta come il disco pubblicato dalla Atlantic più venduto in quel territorio. Il gruppo parte per il tour giapponese, inclusa un'apparizione ad un grande festival con gli Aerosmith a Tokyo.

### Anni 2000
Billy Sheehan pubblica il suo primo disco solista Compression nel 2001, con la partecipazione di ospiti speciali come il chitarrista Steve Vai e il batterista Terry Bozzio. Kotzen appare come ospite nel disco Light at the End of the Tunnel dei War & Peace, che vede anche la partecipazione di Paul Gilbert.
Nel 2001 i Mr. Big tornano sulle scene con il nuovo album Actual Size prodotto da Richie Zito, che sarà realizzato in Giappone in agosto. Dopo aver girato il video del primo singolo Shine, Torpey annuncia che non avrebbe più fatto parte del gruppo. Sheehan fa sapere di essere contrariato dal fatto che il gruppo si fosse sempre più indirizzato sul pop, e di essere stato inconcludente in fase compositiva del disco. Il gruppo quindi intraprende un tour d'addio in Giappone, dopodiché annunciano un periodo di riposo. A questo punto Sheehan si unisce a Steve Vai per ulteriori date col progetto G3 a Città del Messico, oltre a rimanere al fianco del chitarrista per altre date europee in novembre. L'album live In Japan è il risultato dell'ultimo concerto del gruppo, tenutosi il 5 febbraio del 2002 a Tokyo, che verrà pubblicato in Giappone il 24 aprile. L'album, inizialmente diffuso con un booklet di 48 pagine con la storia del gruppo, in seguito verrà ristampato in versione limitata con un poster in sole 100 000 copie.

#### Dopo lo scioglimento
Dopo lo scioglimento del progetto, Torpey viene coinvolto nella riunione dei Montrose. Martin si dedicò ad un altro disco solista, I'm Goin' Sane, intraprese alcuni tour negli Stati Uniti per poi pubblicare un altro disco in Giappone intitolato Pure. Nel 2003 viene pubblicato un album intitolato Influences and Connections, prodotto da Pat Regan, contenente tracce dei Mr. Big suonate da Pat Torpey e Richie Kotzen con la partecipazione di vari musicisti esterni. Queste partecipazioni includono Sheehan come bassista nel brano Mr. Big e come cantante in Addicted to that Rush. Altri ospiti illustri sono Ann Wilson degli Heart, John Waite, Joe Lynn Turner, Yngwie Malmsteen, Glenn Hughes e l'attore Keanu Reeves, Matt Sorum, Steve Lukather e Marty Friedman.
Sheehan torna a far parte della band di Steve Vai per il tour americano G3 '03 nell'ottobre 2003. Quello stesso anno, Martin entra nel gruppo TMG, fondato con il chitarrista giapponese Tak Matsumoto, membro del duo giapponese B'z. Questa collaborazione vede anche la partecipazione di noti artisti come il cantante e bassista dei Night Ranger, Jack Blades e l'ex batterista dei Foreigner, Slash's Snakepit e Pride & Glory Brian Tichy. Nel 2005, Torpey si unisce al gruppo di David Lee Roth.
Il duo Gilbert e Sheehan partecipa al progetto Amazing Journey, una tribute band fondata in un'occasione per rendere omaggio ai The Who, con Mike Portnoy dei Dream Theater alla batteria, e Gary Cherone degli Extreme alla voce. Questo gruppo intraprende una breve serie di concerti americani nel maggio 2006. Una versione acustica del brano Just Take My Heart, nel quale è accreditato solo Martin, viene inclusa nella raccolta VH1 Classic: Metal Mania - Stripped, Vol. 3, uscita nel marzo 2007.
Una riunione occasionale con la formazione originaria viene organizzata in occasione di un concerto al House of Blues di Los Angeles il 13 maggio 2008, dove eseguono la reinterpretazione 30 Days in the Hole degli Humble Pie e Daddy, Brother, Lover, Little Boy.

#### La reunion

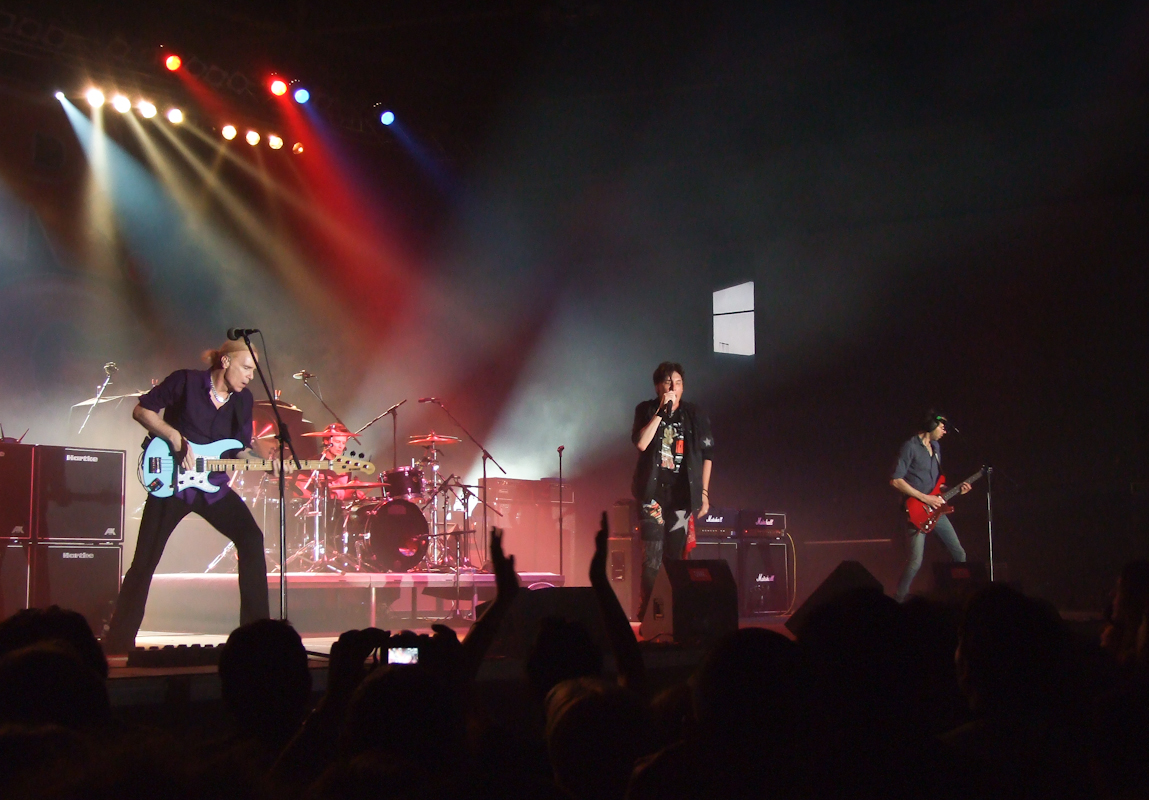
Mr. Big in concerto a Sofia nel 2011

Nel 2009, per celebrare il ventennale del loro primo album, i Big con formazione originale intraprendono una tournée giapponese, alla quale ne seguirà una mondiale. Il 29 aprile il gruppo pubblica in edizione limitata la raccolta Next Time Around - Best of Mr. Big e successivamente il CD/DVD Back to Budokan, contenente la registrazione del concerto del 20 giugno 2009 al Nippon Budokan di Tokyo.
Nel gennaio 2011 la band pubblica il suo primo album di inediti dopo dieci anni, What If... tramite l'etichetta italiana Frontiers Records. Segue un nuovo tour mondiale e nello stesso anno la traccia Colorado Bulldog, proveniente dall'album Bump Ahead, viene utilizzata per i titoli di coda del primo episodio dell'anime giapponese Kami-sama no memo-chō.
Nel 2012 Billy Sheehan forma insieme a Richie Kotzen e Mike Portnoy il supergruppo The Winery Dogs, il cui omonimo album di debutto viene dato alle stampe il 23 luglio 2013.
Nel 2014 i Mr. Big pubblicano il nuovo album ...The Stories We Could Tell e viene annunciato il tour mondiale al quale Pat Torpey, a cui è stato diagnosticato la malattia di Parkinson, non partecipa; al suo posto viene ingaggiato Matt Starr, già batterista di Ace Frehley (Kiss).
Nel 2017 esce l'album Defying Gravity e viene annunciato il tour mondiale in cui partecipa anche Pat Torpey assieme a Matt Starr.
Il 7 febbraio 2018 Pat Torpey muore a causa di complicazioni dovute alla malattia di Parkinson all'età di 64 anni. Pochi mesi dopo viene annunciata l'uscita di un nuovo album dal vivo, Live from Milan, registrato al Live Club di Trezzo sull'Adda durante il tour dell'ultimo disco. Il concerto è stato uno degli ultimi con Pat Torpey, che seppur debilitato dalla sua malattia, si alterna alla batteria in alcuni brani con Matt Starr.
Nel 2024 viene ingaggiato Michele Luppi come cantante turnista per le due date del tour nel Regno Unito per aiutare il cantante Eric Martin.

## Formazione

### Formazione attuale
- Eric Martin - voce (1988-2002, 2009-presente)
- Paul Gilbert - chitarra (1988-1997, 2009-presente)
- Billy Sheehan - basso (1988-2002, 2009-presente)
- Nick D'Virgilio - batteria (2023-presente)

### Turnisti
- Michele Luppi - voce (2024)

### Ex componenti
- Matt Starr - batteria, percussioni, cori (2018, turnista 2014-2018)
- Richie Kotzen - chitarra (1997-2002)
- Pat Torpey - batteria (1988-2002, 2009-2018)
- Troy Luccketta - batteria (1988)

## Discografia

### Album in studio
- 1989 – Mr. Big
- 1991 – Lean into It
- 1993 – Bump Ahead
- 1996 – Hey Man
- 2000 – Get Over It
- 2001 – Actual Size
- 2011 – What If...
- 2014 – ...The Stories We Could Tell
- 2017 – Defying Gravity
- 2024 - Ten

### Album dal vivo
- 1990 – Raw Like Sushi
- 1992 – Mr. Big Live (Live in San Francisco)
- 1992 – Raw Like Sushi II
- 1994 – Japandemonium: Raw Like Sushi 3
- 1996 – Channel V at the Hard Rock Live
- 1997 – Live at Budokan
- 2002 – In Japan
- 2009 – Back to Budokan
- 2012 – Live from the Living Room
- 2012 – Raw Like Sushi 100: Live in Japan 100th Anniversary
- 2015 – Raw Like Sushi 114
- 2018 – Live from Milan

### Raccolte
- 1996 – Big Bigger Biggest: Greatest Hits
- 2000 – Deep Cuts: The Best of the Ballads
- 2004 – Greatest Hits
- 2009 – Next Time Around - Best of Mr. Big
- 2014 – Mr. Big: The Vault